# تفت‌آب‌پزی
تفت دادن گوشت و سبزیجات در روغن و سپس پختن آرام آنها در مقدار کمی آب را تفت‌آب‌پزی می‌گویند.